# Стасишена, Валентина Петровна
Валенти́на Петро́вна Стаси́шена (родилась 26 июля 1959 года, в селе Грушевка Белгородской области, РСФСР) — приднестровский телережиссёр, сценарист и писатель. Член Союза кинематографистов православных и христианских народов, Член Союза журналистов Украины.

## Биография

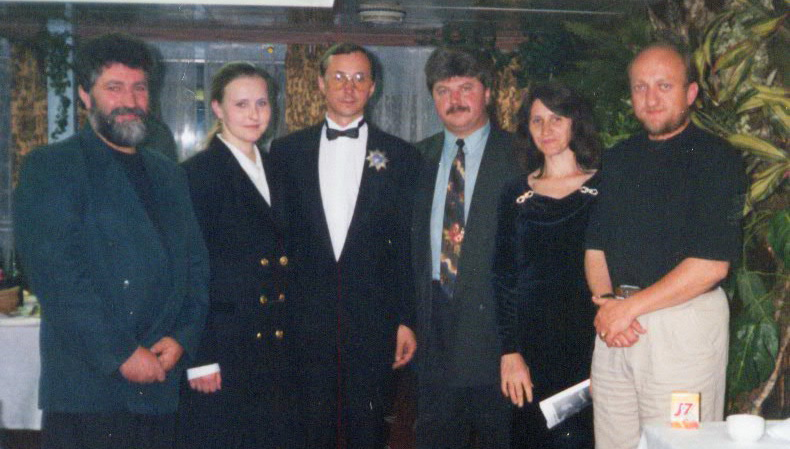
Кинофестиваль «Золотой Витязь» (1997 год)

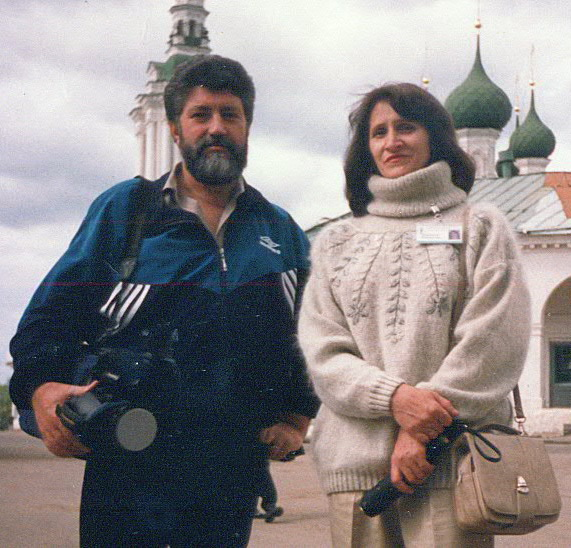
Кинофестиваль «Золотой Витязь» (Кострома)

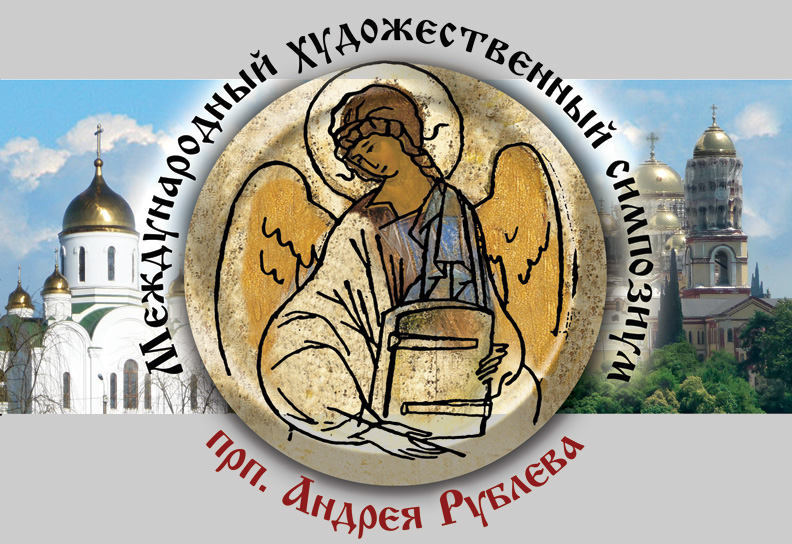
Международный художественный симпозиум прп. Андрея Рублева

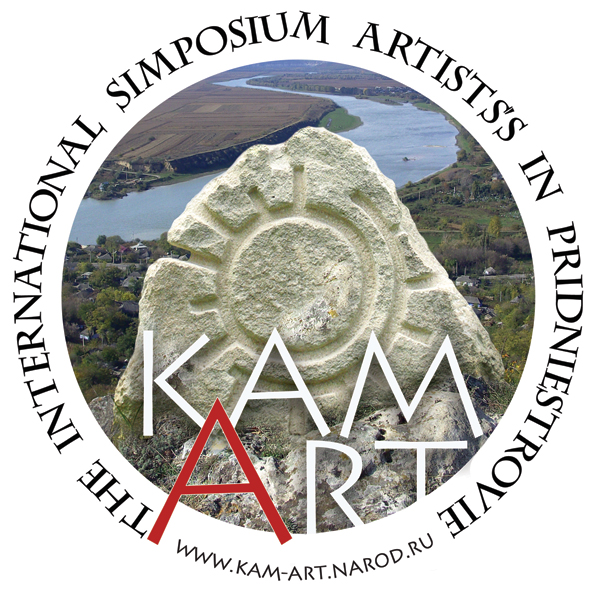
Эмблема симпозиума КамАрт

Высшее образование получила в Киевском государственном институте театрального искусства имени И. К. Карпенко-Карого по специальности телережиссура. В 1984 году переехала жить в Приднестровье и начала работать младшим научным сотрудником в Каменском комплексе мемориальных музеев, а с 1987 — 1990 год и с 1992 — 1995 год работала в районной газете «Днестр». В период с 1990 — 1992 год работала художником-оформителем в районной художественной мастерской. С 1995 года по 2012 год работала в Каменском корпункте ТВ ПМР корреспондентом украинского языка. С 1987 года является членом женсовета города Каменка, а с 1991 года — член Комитета женщин Каменского района.
С первых дней создания Каменского районного товарищества украинской культуры им. Т. Г. Шевченко — 16 февраля 1991 года — на общественных началах работала сначала техническим, потом ответственным секретарем. С 29 мая 2009 года — председатель общественной организации «Каменское районное товарищество украинской культуры им. Т. Г. Шевченко».
Четыре года выпускала на украинском языке приложение «Братерство» к районной газете «Днестр». О жизни и развитии украинского товарищества публикует статьи в украинских и приднестровских газетах, в международной интернетсети «УСІМ».
Создала несколько фильмов о событиях в Приднестровье: на исторические темы, о женщинах-мастерицах из украинских сел, женщинах-депутатах — активистках Каменского районного товарищества украинской культуры им. Т. Г. Шевченко, о творческих коллективах, о проблемах украинского возрождения за рубежом, которые были выставлены для участия в престижных Международных кинофестивалях.
Организатор и учредитель четырёх Международных симпозиумов художников «Кам-Арт», автор девяти документальных фильмов о Международном проекте «Кам-Арт».
Автор фильма на украинском языке о Герое СССР П. П. Вершигоре «Человек с чистой совестью».

## Участие в кинофестивалях
- «Белый Аист» (Приднестровье) — 1993 год.
- «Зеркало времени» (Приднестровье) — 2000 и 2001 год.
- «Золотой Витязь» (Россия) — 1996, 1997, 1998, 1999, 2000, 2001, 2004, 2005 годы.
- «Кинолетопись» (Украина) — 2005 год.
- «Кинокиммерия» (Украина) — 2007—2008 год.
- «Кінотур» (Украина) − 2008 год.
- «Куяльник» (Украина) — 2008 и 2010 год.
- «Преподобного Андрея Рублева» (Россия) — 2008 год.
- «Эхо Кинолетописи» (Украина) — 2009 год.
- «Кинологос» (Украина) — 2011 год.[4]

## Фильмография
- Роки, роки… 1995 г. (О ветеране труда)
- Окницькі самограї 1996 г. (О творческом коллективе)
- Перші ластівки 1997 г. (Об ансамбле «Хрустовчанка»)
- Київські зустрічі 1997 г. (Дни Киева)
- Українська народна медицина 1997 г. (О флоре района)
- Символ бытия 1997 г. (История Каменки)
- Головні творці історії 1997 г. (История Кузьмина)
- Головна роль 1998 р. (О ветеране ВОВ)
- Портрет художника 1998 р. (Об авторе надгробного памятника А.Буту)
- Радость молчания 1998 г. (О львовском художнике)
- Львівська академія мистецтв 1998 г. (Об учебном заведении)
- Под сенью Каменки тенистой 1998 г. (История курортолечения)
- Праздник длиною в жизнь 1999 г. (О женщине-педиатре)
- Золотое яблоко 1999 г. (О ветеране ВОВ)
- Это моя боль.1999 г. (Об узнике концлагеря)
- Депутат «Надежда» 1999 г. (О женщине-депутате)
- Снизошедшая благодать 2000 г. (Об истории храма в с. Хрустовая)
- Русалка 2001 г. (Игровой фильм по произведению Т.Шевченко)
- Український ярмарок. 2001 г. (О возрождении украинской школы)
- Ровесники 2001 г. (О мальчике — ровеснике республики)
- Майстриня «Поліна» 2001 г. (О женщине-мастерице)
- Майстриня «Олена» 2001 г. (О женщине-мастерице)
- Майстриня «Зінаїда» 2002 г. (О женщине-мастерице)
- Майстриня «Лідія» 2002 г.(О женщине-мастерице)
- Це моя професія 2002 г. (О женщине-учителе украинского языка)
- Три Веры 2002 г. (Об истории села Рашков)[5]
- Витоки духовності 2002 г. (О народних обычаях)
- Ніхто не перекреслить мій народ 2002 г. (Об участии творческих коллективов в фестивалях)
- Человек с чистой совестью 2003 г. (О Герое СССР П. П. Вершигоре)[6]
- Родослав 2003 г. (Об участии ансамбля «Хрустовчанка» в фестивале)
- Наш придністровський горицвіт 2003 г. (О первом председателе Союза украинцев ПМР)
- Одна из многих 2003 г. (О работнице консервного завода)
- Командир роты. 2004р. (О защитнике ПМР)
- Понад усе — обов’язок. 2004 г. (О враче — защитнике ПМР)
- Єдиний простір. 2005 г. (О работниках ТВ)
- Лінія партнерства 2005 г. (О сотрудничестве с педагогами Украины)
- Колесо історії не зупинити. 2005 г. (О ветеране ВОВ)
- Широкий шлях. 2005 г. (О руководителе предприятия)
- Крок у майбутнє. 2006 г. (О передовом леснике)
- Я пам’ятаю кожну мить 2006 г. (О ветеране ВОВ)
- Кам Арт — 2006. 2006 г. (Симпозиум художников «КамАрт»)
- Моє покоління. 2007 г. (О ветеране ВОВ)
- Староста колективу. 2007 г. (Об участнике художественной самодеятельности)
- Песня сарматского камня. 2007 г. (Симпозиум художников «КамАрт»)
- Ще раз про війну. 2008 г. (О защитниках ПМР)
- Міцне коріння. 2008 г. (О защитнике ПМР)
- Крок у безсмертя. 2008 г. (О Герое СССР И. С. Солтысе)
- Придністров’я в картинах і скульптурі. 2008 г. (Симпозиум художников «КамАрт»)
- Велична доля. 2009 г. (О герое СССР П. П. Вершигоре)
- Дух мистецтва. 2009 г. (Симпозиум художников «КамАрт»)
- Подорож до країни душі. 2009 г. (О поездке в Абхазию)
- Рідний дім. 2010 г. (О Кузьминском детском доме)
- Пусти у серце пісню. 2010 г. (Фестиваль «Пшеничне перевесло»)
- Дети войны. 2010 г. (Симпозиум художников «КамАрт». Выставка)
- Под знаком святого Луки. 2010 г. (Симпозиум художников «КамАрт»)[7]
- І тополенька, і лебідонька. 2011 г.(О женщине-активистке, члене ОСТК)
- КамАрт расширяет границы. 2011 г. (Симпозиум художников «КамАрт»)[8]
- Літній пейзаж «Зачарованої долини». 2012 г. (Симпозиум художников «КамАрт»)

## Награды и звания
- Грамота Президента ПМР[9]
- Нагрудный знак «10 лет женскому движению ПМР»
- Нагрудный знак Министерства иностранных дел ПМР «За вклад в развитие международных связей»
- Медаль «За трудовую доблесть» (ПМР)[10]
- Медаль «65 лет Победы в Великой Отечественной войне»
- Медаль «20 лет Приднестровской Молдавской Республике»
- Медаль «Слава женщинам Приднестровья»
- Орден Почёта (ПМР)[11]
- «Заслуженный деятель искусств ПМР»[12][13]
- Лауреат премии им. Пантелеймона Кулиша (Украина) — 2006 год[14]
- Лауреат Международного кинофестиваля «Кинологос» — 2011 год